# Giuseppe Motta
Giuseppe Motta ( 29 de Dezembro de 1871 - 23 de janeiro de 1940) foi um político suíço.
Foi eleito para o Conselho Federal suíço em 14 de Dezembro de 1911 e terminou o mandato a 23 de Janeiro de 1940.
Foi Presidente da Confederação suíça em 1915, 1920, 1927, 1932 e 1937.